# Hliðskjálf (album)
Hliðskjálf è il sesto album di Burzum pubblicato nel 1999.

## Il disco
In Hliðskjálf (il cui nome è preso dall'omonimo trono di Odino), come nel precedente Dauði Baldrs, le tematiche affrontate sono afferenti alla mitologia norrena ma a differenza di quest'ultimo non si tratta di un concept album bensì di otto episodi staccati. Questo disco è il secondo capitolo di una trilogia che resta incompiuta per scelta dello stesso Varg Vikernes, il quale si è dichiarato stanco della scena musicale e di non poter comporre liberamente.
Il disco è uscito in diversi formati: CD digipack per la Misantrophy; LP dorato limitato per la Misantrophy; LP limitato a 1000 copie ristampato nel 2005 per la Back on Black.
La traccia finale, Der weinende Hadnur, è il rifacimento di The Crying Orc canzone strumentale comparsa nel primo album omonimo.

## Tracce
1. Tuistos Herz – 6:13
2. Der Tod Wuotans – 6:43
3. Ansuzgardaraiwô – 4:28
4. Die Liebe Nerþus’ – 2:14
5. Frijôs einsames Trauern – 6:15
6. Einfüḩlungsvermögen – 3:55
7. Frijôs goldene Tränen – 2:38
8. Der weinende Hadnur – 1:16

## Formazione
- Varg Vikernes - sintetizzatore